# Lijst van Nederlandse deelnemers aan de Olympische Winterspelen van 1988
Dit is een lijst van Nederlandse deelnemers aan de Winterspelen van 1988 in Calgary.
| Olympiër          | Sport     | Onderdeel                        | Ervaring  |
| ----------------- | --------- | -------------------------------- | --------- |
| Christine Aaftink | schaatsen | 500 meter 1000 meter             | debutant  |
| Menno Boelsma     | schaatsen | 500 meter 1000 meter             | debutant  |
| Herbert Dijkstra  | schaatsen | 5000 meter 10.000 meter          | debutant  |
| Yvonne van Gennip | schaatsen | 1500 meter 3000 meter 5000 meter | 2e Spelen |
| Ingrid Haringa    | schaatsen | 500 meter 1000 meter             | debutant  |
| Gerard Kemkers    | schaatsen | 5000 meter 10.000 meter          | debutant  |
| Ingrid Paul       | schaatsen | 3000 meter 5000 meter            | debutant  |
| Marieke Stam      | schaatsen | 1500 meter 3000 meter 5000 meter | debutant  |
| Hein Vergeer      | schaatsen | 500 meter 1000 meter 1500 meter  | 2e Spelen |
| Leo Visser        | schaatsen | 5000 meter 10.000 meter          | debutant  |
| Jan Ykema         | schaatsen | 500 meter 1000 meter             | 2e Spelen |